# Théâtre des Champs-Élysées
Il Théâtre des Champs-Élysées è un teatro lirico che si trova al 15 di Avenue Montaigne, a Parigi. Il teatro non prende il nome dalla famosa Avenue des Champs-Élysées, ma piuttosto dal quartiere in cui si trova, il Quartier des Champs-Élysées, che è il 29º quartiere e si trova nell'VIII arrondissement.

## L'edificio

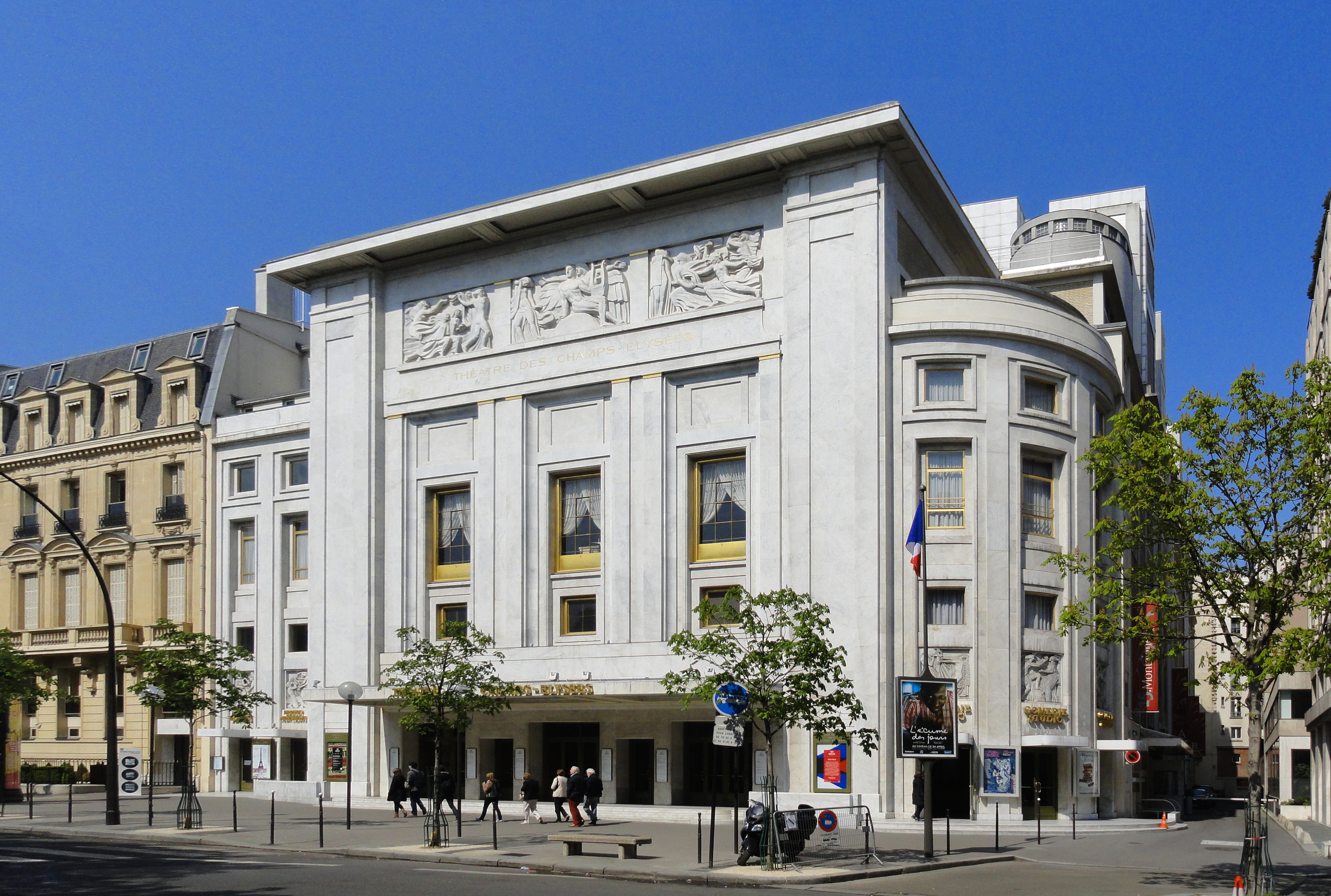
Facciata dell'edificio.

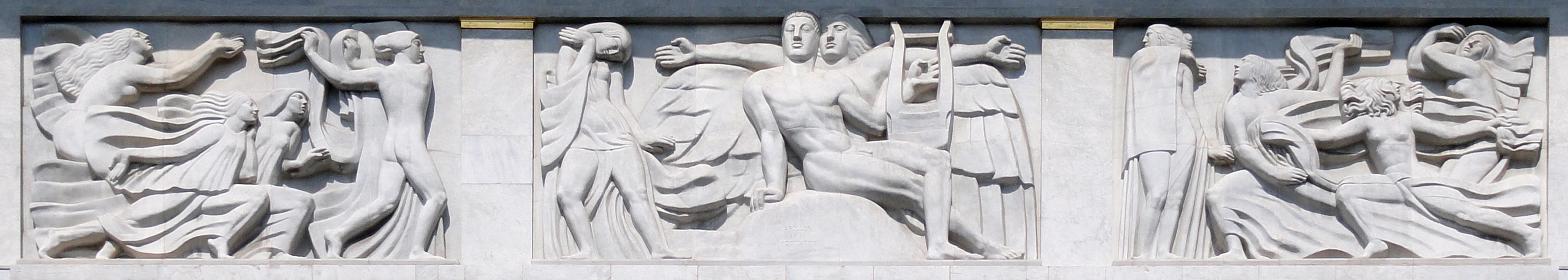
Bassorilievo della facciata

La realizzazione del teatro fu fortemente voluta dall'impresario teatrale Gabriel Astruc che desiderava un edificio adatto a ospitare concerti e spettacoli di danza. La costruzione fu realizzata nel 1913 e rappresentò una delle prime elaborazioni di strutture in cemento armato di Auguste Perret. In questo progetto, in cui era subentrato ad altri architetti incaricati da Astruc, tra cui Henri Fivaz e Henry Van de Velde, Perret dovette tuttavia rinunciare parzialmente al suo principio, secondo cui "il cemento è sufficiente a se stesso". Infatti, nella facciata in cemento sono inserite lastre di travertino nonché la cornice di marmo dell'Allier, in cui sono presenti i bassorilievi di marmo bianco di Antoine Bourdelle · . Invece, i quattro gruppi di pilastri all'interno sono stati lasciati a vista.
Lo stile dell'edificio è misto fra art déco e classico. La decorazione degli interni comprende bronzi e affreschi di Bourdelle; mentre Maurice Denis realizzò la decorazione della cupola con le quattro scene intitolate L'orchestica greca, L'opera, La sinfonia, Il dramma lirico, separate dai tondi che rappresentano Il coro, L'orchestra, La sonata e L'organo. I pittori Édouard Vuillard, Ker-Xavier Roussel e Jacqueline Marval hanno anch'essi contribuito alla decorazione degli interni.
L'edificio comprende tre sale da spettacolo: una grande sala all’italiana (il Grand Théâtre) da 1.905 posti, dedicata all'opera lirica ed alla musica sinfonica; una sala intermedia da 601 posti (la Comédie) e una più piccola da 230 posti (lo Studio), entrambe consacrate al teatro di prosa.
Nel 1994 è stata operata una sopraelevazione per ospitare un ristorante allineato agli edifici vicini.

## Le sale

### IlThéâtre des Champs-Élysées

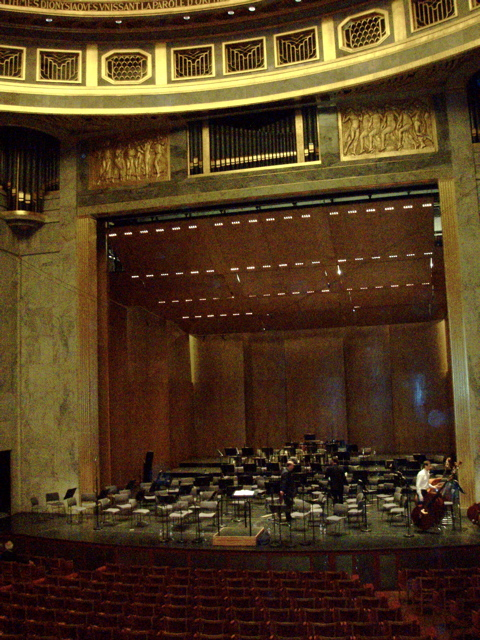
Il palcoscenico del teatro

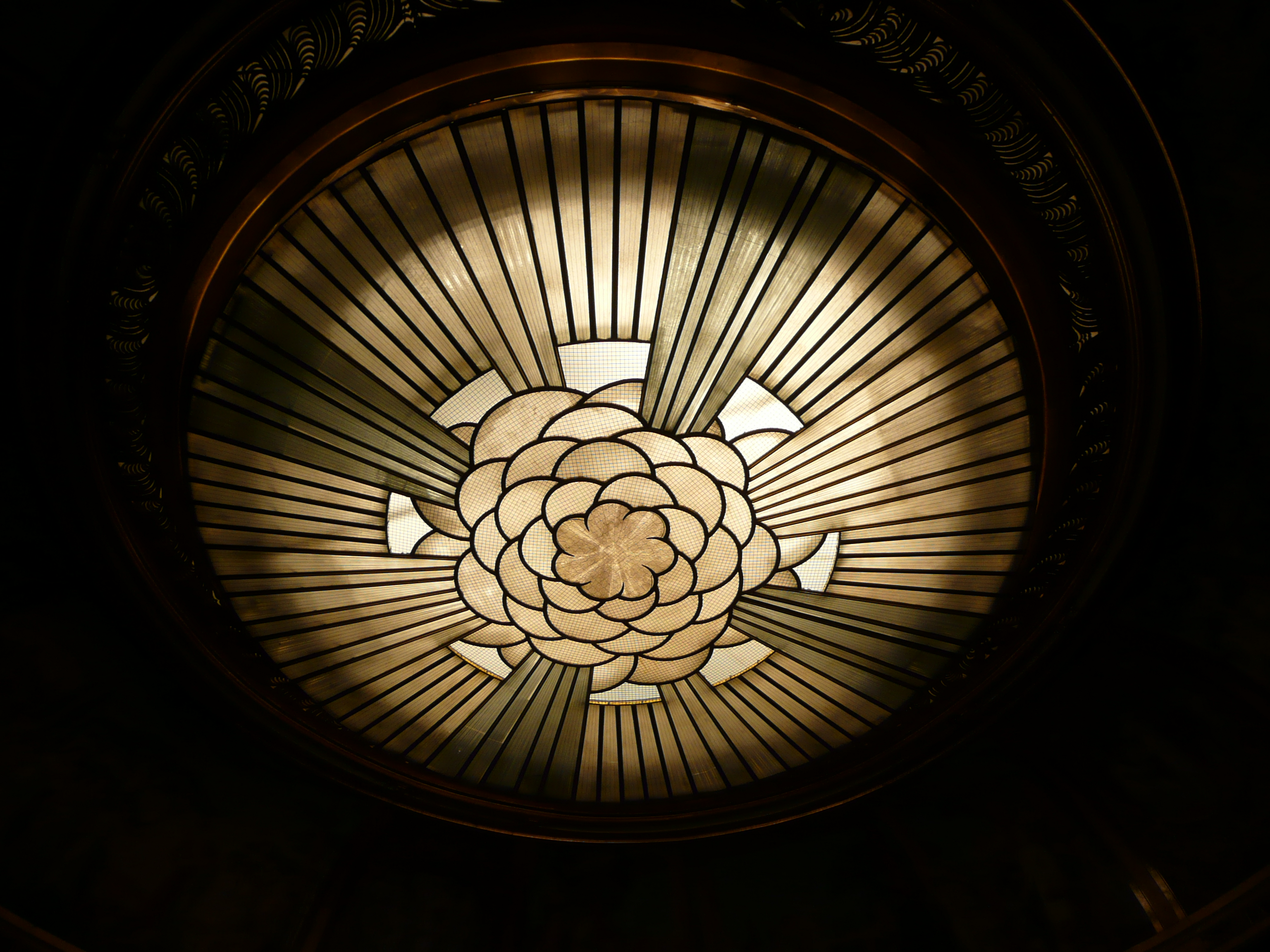
La cupola art déco della grande sala

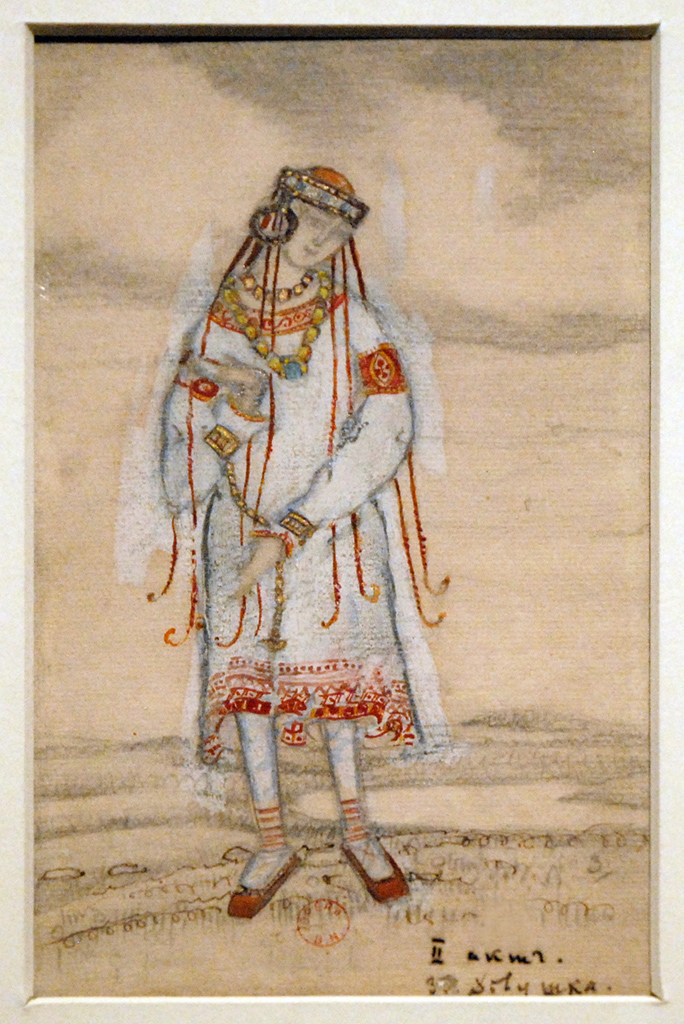
Bozzetto di costume di Nicolas Roerich per Le Sacre du printemps

Il Grand Théâtre è uno dei "templi" della musica sinfonica di Parigi (insieme alla salle Pleyel, alla Cité de la musique e alla salle Gaveau). È attualmente sede di due orchestre sinfoniche, l'Orchestre National de France e l'Orchestre Lamoureux, e vi tiene la maggior parte dei suoi concerti anche l'Orchestre Philharmonique de Radio France.

#### Storia
La sala fu inaugurata il 31 marzo 1913 con un concerto sinfonico di brani dei maggiori compositori francesi del tempo, diretti dagli stessi autori: La Mer di Claude Debussy, L'Apprenti sorcier di Paul Dukas e il Preludio dal Fervaal di Vincent d'Indy, nonché la prima dell’Ode à la musique di Emmanuel Chabrier.
In questo teatro ebbe luogo una delle rappresentazioni teatrali che fecero più scandalo: la prima de Le Sacre du printemps di Igor' Stravinskij, avvenuta il 29 maggio 1913 con la direzione di Pierre Monteux: a causa di una musica fortemente innovativa e per le inconsuete coreografie di Nižinskij, ne scaturì una vera rissa, in cui detrattori e fautori si scatenarono con insulti e aggressioni verbali.
Dal 1920 la gestione del teatro passò a Jacques Hébertot, il quale fece diventare il Théâtre des Champs-Élysées una vera fucina artistica di prim'ordine, soprattutto per quanto riguarda il teatro e la musica, riunendo personalità di grande livello, fra cui, in campo musicale, Francis Poulenc, Darius Milhaud, Georges Auric, Germaine Tailleferre, Erik Satie. Il teatro era anche la base parigina dei Ballets suédois.
Tuttavia, in seguito a problemi economici, Hébertot lasciò il teatro nel 1925. Gli subentrò il direttore dei Ballets suédois, Rolf De Maré, che fece della grande sala un music-hall.
A partire dall'ottobre di quell'anno fu programmata una nuova attrazione, anch'essa destinata a creare scandalo:  i Black Birds e i danzatori della Revue nègre, fra i quali fece sensazione una giovane donna dalla pelle scura, nuda, appena coperta da un gonnellino di piume verdi, con i capelli corti a caschetto. Si trattava di Joséphine Baker. Il suo modo di muoversi nello spazio, di imitare i movimenti degli animali o di fare dei grandi scatti disarticolati, sovvertì  tutti i canoni della danza. Per taluni questa disinibizione era uno scandalo, ma la Baker aveva i suoi sostenitori: Pablo Picasso, Fernand Léger, Kees Van Dongen, Colette e Jean Cocteau.
Dal 1944 ha sede al Théâtre des Champs-Élysées l'Orchestre National de France, che occasionalmente suona anche per qualche rappresentazione di opere liriche.
Il 2 dicembre 1954 si tenne un altro concerto che fece scandalo. Fu eseguito il brano Déserts di Edgard Varèse, la prima opera musicale per orchestra e dispositivo elettroacustico, con Pierre Henry al nastro magnetico e Hermann Scherchen alla direzione d'orchestra. Il trauma provocato dagli inserti provocò fischi, risa e frizzi: uno scandalo quasi paragonabile a quello del Sacre di 41 anni prima.
Nel 2005 la sala è stata ristrutturata per correggere l'acustica, giudicata troppo "dura".
Dal 2010 direttore generale del teatro è Michel Franck.

### LaComédie des Champs-Élysées
La sala destinata al teatro di prosa fu inaugurata il 3 aprile 1913 con la prima de L'Exilée di Henry Kistemaeckers, seguita dalla rivista musicale En douce con Mistinguett.
Negli anni successivi vennero messe in scena opere di Paul Claudel, Tristan Bernard, Marcel L'Herbier, nonché la prima in forma strumentale del Le Bœuf sur le toit di Jean Cocteau e Darius Milhaud.
Dal 1920 anche la Comédie venne gestita da Hébertot, che ne fece un molti esponenti di prim'ordine delle avanguardie. La direzione del teatro fu affidata prima a Firmin Gémier e poi a Georges Pitoëff. Gli autori rappresentati erano Jean Cocteau, Paul Claudel, Blaise Cendrars, Henri-René Lenormand, Francis Picabia, Jules Romains. Vennero inoltre rappresentati autori stranieri, da Čechov a Pirandello e George Bernard Shaw.
Nel 1923 andò in scena la fortunata satira sul mondo della medicina Knock, ou le triomphe de la médecine di Jules Romains.
Alla partenza di Hébertot nel 1925, la direzione del teatro di prosa fu presa da Louis Jouvet. In questo periodo ebbero luogo alla Comédie des Champs-Élysées tre prime di Jean Giraudoux:  Siegfried nel 1928, Amphitryon 38 nel 1929 e Intermezzo nel 1933

### LoStudio des Champs-Élysées
Nel 1923 Hébertot decise di trasformare la Galerie Montaigne, dove venivano organizzate mostre d'arte moderna, fra cui la prima dedicata a Modigliani e le prime manifestazioni Dada, in un teatrino d'essai. La direzione artistica fu affidata prima a Kommisarjevski e poi a Gaston Baty, dal 1924 al 1928.